# Sommnium
Sommnium (na latinskom san) je fantastična priča koju je na latinskom napisao Johannes Kepler.   U njemu između ostaloga govori o mogućnosti i opasnostima putovanja u svemir. Smatra se prvim djelom znanstvene fantastike.

## Citat
| „ | Čovjek može biti odbačen uvis, kao kod eksplozije puščanog praha. On bi tada bio ošamućen, a ruke i noge bi trebao zaštititi kako nebi bile otrgane. | ” |
|   | |   |